# レアンドロ・バクーナ
レアンドロ・バクーナもしくはレアンドロ・バキューナ（Leandro Jones Johan Bacuna, 1991年8月21日 - ）は、オランダ・フローニンゲン出身のサッカー選手。キュラソー代表。ワトフォードFCに所属する。ポジションはMF、DF。ジュニーニョ・バクーナは彼の弟である。

## 経歴

### FCフローニンゲン
2009年10月30日に、FCフローニンゲンでエールディヴィジにデビューした。同年11月6日のヘラクレス・アルメロ戦でプロ初得点を記録した。

### アストン・ヴィラ
2013年6月13日にプレミアリーグのアストン・ヴィラFCに3年契約で移籍した。背番号7番を背負う。同年11月28日のマンチェスター・シティFC戦でプレミア初ゴールを記録した。アストン・ヴィラでは主にサイドバックを務めた。
2015年8月20日に、アストン・ヴィラとの契約を延長した。そのシーズンにチームは2部に降格するが、バクーナはチームに残留した。

### レディング
2017年8月13日、レディングFCと4年契約を結んだ。

### カーディフ
2019年1月31日、カーディフ・シティFCに移籍。契約は4年半で移籍金は300万ポンド。
2021年12月30日、EFLチャンピオンシップ第25節AFCボーンマス戦でフィリップ・ビリングに対する危険なプレーでレッドカードが提示されて退場処分となった。チームは0-3で敗れ、この試合がカーディフでの最後の試合となった。

### ワトフォード
2022年12月14日、6月末にカーディフを退団して以降は無所属となっていたが、シーズン終了までの契約でワトフォードに加入した。

### 代表
両親がキュラソーにルーツを持っている。キュラソーU-20代表に召集された経緯があったが、その後はオランダ代表のユースに招集された。2016年3月にキュラソーのA代表に初招集された。3月28日のバルバドス代表戦で代表として初出場した。